# Горное сельское поселение (Новгородская область)
Горное сельское поселение — упразднённое с 12 апреля 2010 года муниципальное образование в Марёвском муниципальном районе Новгородской области России.
Административным центром была деревня Горное.

## География
Территория сельского поселения располагалось на юге Новгородской области на Валдайской возвышенности, к востоку от Марёва. На этой территории протекают небольшие реки: Щебереха, Котовка, Руденка и др.; а также есть несколько небольших озёр: Кушеловское, Лаптево, Исаковское, Мелеховское, Гранево, Долгунец и др.

## Населённые пункты
На территории сельского поселения были расположены 22 населённых пункта (деревни): Боково, Васильки, Гнутище, Гоголино, Горки, Горное, Дорофеево, Заборовье, Канищево, Кирилково, Кожино, Лаптево, Линье, Мамоновщина, Печище, Поля, Сивущено, Сысоево, Теплынька, Шавлово, Шепелёво и Шерякино.

## История
К 1924 году, в Демянском уезде Новгородской губернии, в составе Молвотицкой волости были, в числе прочих, деревни Васильки Большие и Васильки Малые, Горки, Ескино, Заборовье, Конищево, Кирилково, Пупово, Сысоево, в составе Польской волости были, в числе прочих, деревни Бель 1-я, Бель 2-я, Боково, Гнутище, Гаголино, Дорофеево, Кожино, Лаптево, Линье, Мамоновщина, Печище, Поля, Сивущено, Теплынька, Шавлово, Шепелево, Шерякино. По постановлению ВЦИК от 3 апреля 1924 года Польская волость была упразднена, а деревни вошли в состав Молвотицкой волости. В августе 1927 года был образован Молвотицкий район в составе новообразованного Новгородского округа в составе переименованной из Северо-Западной в Ленинградскую области. Тогда, в числе прочих, деревни Гнутище, Дорофеево, Кожино, Лаптево и Мамоновщина были в составе Кожинского сельсовета, деревни Гаголино, Конищево, Просеково и Шерякино были в составе Конищенского сельсовета, деревни Бель 1-я, Бель 2-я, Линье, Поля, Теплынька, Шавлово, Шепелево были в составе Линьевского сельсовета, деревни Васильки Большие, Васильки Малые, Ескино, Заборовье, Кирилково, Пупово, Сысоево были в составе Пуповского сельсовета. В ноябре 1928 года при реорганизации сети сельсоветов Кожинский сельсовет был переименован в Мамоновщинский сельсовет, Конищенский сельсовет присоединён к Пуповскому, деревня Кирилково из Пуповского сельсовета перечислена в Мамоновщинский сельсовет. По постановлению ЦИК и СНК СССР от 23 июля 1930 года Новгородский округ был упразднён, а район перешёл в прямое подчинение Леноблисполкому. Указом Президиума Верховного Совета РСФСР от 3 декабря 1940 года деревня Пупово была переименована в Горное, затем указом Президиума Верховного Совета РСФСР от 16 декабря 1940 года Пуповский сельсовет был переименован в Горный сельсовет. Германская оккупация — в первой половине Великой Отечественной войны. Здесь проходили бои Торопецко-Холмской наступательной операции. Воинские захоронения советских воинов есть в деревнях Гнутище, Горное, Дорофеево, Канищево, Лаптево, Мамоновщина, Поля и Сысоево. Указом Президиума Верховного Совета РСФСР от 19 февраля 1944 года райцентр Молвотицкого района был перенесён из села Молвотицы в село Марёво. Указом Президиума Верховного Совета СССР от 5 июля 1944 года была образована Новгородская область и Молвотицкий район вошёл в её состав.
Решением Новгородского облисполкома № 1165 от 27 сентября 1950 года деревни Васильки и Ескино из Горного были перечислены из Горного в Мамоновщинский сельсовет. Решением Новгородского облисполкома № 359 от 8 июня 1954 года Горный сельсовет был упразднён — присоединён к Молвотицкому сельсовету, затем решением Новгородского облисполкома № 366 от 21 июня 1954 года, деревни Гоголино, Горки, Копищево, Просеково были переданы в состав Линьевского сельсовета, а деревни Бель 1-я и Бель 2-я из Линьевского в Молвотицкий сельсовет, затем решением Новгородского облисполкома № 857 от 30 декабря 1956 года из Линьевского в Молвотицкий сельсовет были переданы деревни Гоголино, Горки, Конищево, Просеково. Решением Новгородского облисполкома № 933 от 13 октября 1960 года деревни Сивущино, Шавлово, Шерякино из Линьевского (Линского) сельсовета были переданы в Молвотицкий сельсовет, затем решением Новгородского облисполкома № 345 от 12 апреля 1961 года деревни Гоголино, Горки, Горное, Заборовье, Конищево, Осняг, Петище, Просеково, Сивущено, Стобня, Сысоево, Шавлово и Шерякино из Молвотицкого сельсовета были перечислены в состав Линьевского (Линского) сельсовета, центр Линьевского (Линского) сельсовета был перенесён из деревни Поля в деревню Горное, а Линьевский (Линский) сельсовет был переименован в Горный, затем решением Новгородского облисполкома № 692 от 4 августа 1961 года деревни Войново, Линье, Мокшея, Печище, Поля, Теплынька, Шепелево из Горного сельсовета были переданы в состав Молвотицкого сельсовета.
Во время неудавшейся всесоюзной реформы по делению на сельские и промышленные районы и парторганизации, в соответствии с решениями ноябрьского (1962 года) пленума ЦК КПСС «о перестройке партийного руководства народным хозяйством» с 10 декабря 1962 года был образован крупный Демянский сельский район, а административный Молвотицкий район 1 февраля 1963 года был упразднён. Горный, Мамоновщинский и Молвотицкий сельсоветы тогда вошли в состав Демянского сельского района. Пленум ЦК КПСС, состоявшийся 16 ноября 1964 года восстановил прежний принцип партийного руководства народным хозяйством, после чего Указом Верховного Совета РСФСР от 12 января 1965 года сельские районы были преобразованы вновь в административные районы и решением Новгородского облисполкома № 6 от 14 января 1965 года. Горный, Мамоновщинский и Молвотицкий сельсоветы в Демянском районе. Решением Новгородского облисполкома № 439 от 27 августа 1965 года деревни Вайно, Линье, Мокшея, Печище, Поля, Теплынька, Шепелёво иp Молвотицкого сельсовета были переданы в состав Горного сельсовета. В соответствие решению Новгородского облисполкома № 706 от 31 декабря 1966 года Горный и Мамоновщинский сельсоветы, в числе прочих, из Демянского района были переданы во вновь созданный Марёвский район.
Решением облисполкома № 82 от 22 февраля 1971 года, была снята с учёта деревня Мелехово Мамоновщинского сельсовета, затем решением облисполкома № 747 от 22 декабря 1975 года, были сняты с учёта деревни Осняг и Стобня Горного сельсовета, а также деревни Печище и Ракино Мамоновщинского сельсовета, затем решением облисполкома № 46 от 26 января 1976 года, была снята с регистрации деревня Мокшея Горного сельсовета, затем решением облисполкома № 581 от 26 декабря 1977 года, была снята с регистрации деревня Ескино Мамоновщинского сельсовета. Решением облисполкома № 82 от 11 февраля 1982 года, была снята с регистрации деревня Вайно Горного сельсовета, затем решением облисполкома № 70 от 23 февраля 1987 года, были сняты с учёта деревни Кадниково и Шабаново Мамоновщинского сельсовета.
После прекращения деятельности Мамоновщинского и Горного сельских Советов в начале 1990-х стали действовать Администрации Мамоновщинского и Горного сельсоветов, которые были упразднены в начале 2006 года и по результатам муниципальной реформы было образовано муниципальное образование — Горное сельское поселение Марёвского муниципального района (местное самоуправление), по административно-территориальному устройству деревни обоих сельсоветов стали подчинены администрации Горного сельского поселения Марёвского района. С 12 апреля 2010 года после упразднения Горного сельского поселения. В соответствии с областным законом № 699-ОЗ, с апреля 2010 года сельское поселение объединено наряду с упразднёнными Молвотицким во вновь образованное Молвотицкое сельское поселение с административным центром в селе Молвотицы.

## Транспорт
По территории проходит автодорога из Молвотиц в Мамоновщину.